# Elara (hold)
Az Elara (ógörögül Ελάρα)  egy Jupiter-hold. Charles Dillon Perrine fedezte fel 1905-ben a Lick Obszervatóriumban. Nevét Zeusz Titüosz nevű óriás fiának anyja után kapta.
A hold csak 1975-ben kapta meg mai nevét, előtte Jupiter VII-ként ismerték. Néha Hérának is hívták.
Az Elara a Himalia csoport tagja (öt hold, amely 11 és 13 Gm között kering a Jupiter körül körülbelül 27,5°-os inklinációval).